# Tilly and the Wall
Tilly and the Wall är en indiepopgrupp från Omaha, Nebraska, USA. Namnet kommer ursprungligen från barnboken Tillie and the Wall, skriven av författaren Leo Lionni. De är bland annat kända för att ha en steppdansare, Jamie Pressnall, istället för trummis.

## Medlemmar
- Kianna Alarid – sång, slagverk, blockflöjt, basgitarr
- Neely Jenkins – sång, slagverk, basgitarr
- Derek Pressnall – sång, gitarr
- Jamie Pressnall – sång, steppdans
- Nick White – keyboard, piano

## Diskografi
Studioalbum
- Wild Like Children (2004 · Team Love Records) - CD/LP
- Bottoms of Barrels (2006 · Team Love Records) - CD/LP
- o (2008 · Team Love Records) - CD/LP
- Heavy Mood (2012 · Team Love Records) - CD/LP

EP
- Daytrotter Session (2007)
- Daytrotter Session (2007)

Singlar
- Sad Sad Song (2003)
- You and I Misbehaving / Do You Dream at All? / Reckless (2005)
- Reckless / In Two Glasses of Wine / Pictures of Houses (2006)
- Nights of the Living Dead (2006)
- Bad Education (2006)
- Rainbows in the Dark / Bad Education (2006)
- Sing Songs Along (2006)
- The Freest Man (2007)
- Beat Control (2008)
- Pot Kettle Black (2009)
- Falling Without Knowing (2009)